# Hermann Kersting (Jurist)
Hermann August Franz Kersting (* 17. August 1811 in Kassel; † 11. April 1863 in Fulda) war ein deutscher Jurist und Schriftsteller.

## Leben
Kersting war Sohn eines Oberfinanzrats. Er besuchte eine private Vorschule, bevor er das Lyzeum von Kassel absolvierte. Dort befreundete er sich mit Ludwig Büff, mit dem er auch über die Studienzeit verbunden bleiben sollte. Von 1828 bis 1833 absolvierten sie ein Studium der Rechtswissenschaft an den Universitäten von Marburg und Heidelberg. Nach bestandenem Examen wurde er zunächst 1833 Rechtspraktikant am Landgericht Kassel, 1834 beim Obergericht Kassel, 1835 Aktuariatsvikar in Burghaun, 1836 Assessor am Landgericht Hanau und 1837 schließlich Assessor am Obergericht für die Grafschaft Schaumburg in Rinteln. In dieser Zeit veröffentlichte er beim dortigen Verein für Naturkunde eine Studie zum Vogelzug in der Gegend von Rinteln.
Kersting wurde zum 11. März 1846 zum Obergerichtsrat am Obergericht Kassel ernannt und zudem am 27. März 1848 zum ordentlichen Mitglied der Residenzpolizeikommission bestellt. Daneben war er Mitglied einer Kommission zur Ausarbeitung von Gesetzentwürfen zur Einführung des mündlichen öffentlichen Strafverfahrens und der Geschworenengerichte. Die von ihnen erarbeiteten Gesetze wurden am 31. Oktober 1848 publiziert. 1848 kam Kersting als außerordentlicher Referent ins Kasseler Justizministerium. Er erhielt 1849 die Stelle des Generalstaatsprokurators. 
Kersting wurde im Nachgang des Kurhessischen Verfassungskonflikts von Justizminister Ludwig Hassenpflug am 3. Januar 1851 mit dem Titel Geheimer Justizrat zum Obergericht Kassel zurückversetzt. Im Oktober 1851 kam er bereits als Direktor zum neueingerichteten Kriminalgericht Fulda. Am 15. Juni 1854 erhielt er schließlich den Rang und Titel eines Geheimen Justizrat. Er wirkte bis zu seinem Lebensende noch an verschiedenen Gesetzesvorhaben mit, so am Gerichtsorganisationsgesetz sowie am Strafprozessgesetz.

## Werke (Auswahl)
- mit Ludwig Büff (gemeinsam unter dem Pseudonym Ludwig Hermann): Sammlung der im Lehrbuche des heutigen römischen Rechts, vom Herrn Geheimen Justizrathe und Professor Dr. Mackeldey, citirten Belegstellen, Heyer, Gießen 1832.
- Das Strafrecht und das Strafverfahren in Kurhessen, 2 Bände, Bösendahl, Rinteln 1853–1854.
- Die Vergehen gegen die Finanzhoheits-Rechte, insbesondere gegen die Zoll- und Steuergesetze, nach dem Rechte des Kurfürstenthums Hessen beziehungsweise des Zollvereins, Bösendahl, Rinteln 1855.
- Die Sonderrechte im Kurfürstenthume Hessen, Euler, Fulda 1857.